# Fundierungsaxiom
Das Fundierungsaxiom (auch: Regularitätsaxiom) ist ein Axiom der Mengenlehre von John von Neumann von 1925, die in der Neumann-Bernays-Gödel-Mengenlehre (NBG) aufging, und ein Axiom der verbreiteten Zermelo-Fraenkel-Mengenlehre (ZF) von 1930. Ernst Zermelo gab ihm den Namen und eine einfache Formulierung  für einen Bereich von Mengen und Urelementen mit folgendem Wortlaut:
Jeder nichtleere Teilbereich {\displaystyle \,T} enthält wenigstens ein Element {\displaystyle \,t_{0}}, das kein Element {\displaystyle \,t} in {\displaystyle \,T} hat.
Formalisiert lautet das Fundierungsaxiom für den Bereich {\displaystyle \,{B}} im Sinne der Klasse aller Mengen und Urelemente (Allklasse):
{\displaystyle \emptyset \neq T\subseteq {B}\implies \exists t_{0}\in T:\lnot \exists t\in T:t\in t_{0}}
In der reinen Mengenlehre, in der alle Variablen Mengen bezeichnen, gibt es kürzere Formulierungen des Fundierungsaxioms, bei denen {\displaystyle \,{B}} aus der Formel eliminiert wird, zum Beispiel folgende Fassung:
{\displaystyle \forall T:(T\neq \emptyset \implies \exists x\in T:(x\cap T)=\emptyset )}
Das hier existierende Element {\displaystyle x\in T} nennt man auch ∈-minimales Element von {\displaystyle T}, da es kein Element {\displaystyle y\in x} mit {\displaystyle y\in T} gibt. Das Fundierungsaxiom sichert also die Existenz eines ∈-minimalen Elements jeder nichtleeren Menge.

## Zulässige Folgerungen
Das Fundierungsaxiom verhindert zyklische Elementketten: {\displaystyle x_{1}\in x_{2}\in \cdots \in x_{n}\in x_{1}}. Die Menge {\displaystyle \{x_{1},x_{2},\dots ,x_{n}\}}, deren Existenz mit Hilfe des Paarmengen- und des Vereinigungsaxioms gesichert ist, widerspräche dann nämlich dem Fundierungsaxiom, sie hätte kein ∈-minimales Element. Es gibt somit auch keine Menge, die sich selbst als Elemente enthält ({\displaystyle \forall x:x\notin x}). Des Weiteren verhindert das Fundierungsaxiom die Existenz einer auf {\displaystyle \omega } definierten Funktion {\displaystyle f} (aufgefasst als Menge), mit {\displaystyle f(n+1)\in f(n)} für alle {\displaystyle n\in \omega }, da das Bild dieser Funktion, welches aufgrund des Ersetzungsschemas als Menge existiert, kein ∈-minimales Element besäße. Man beachte jedoch, dass sich aus der Formelmenge {\displaystyle \mathrm {ZFC} \cup \left\{x_{n+1}\in x_{n}\mid n\in \mathbb {N} \right\}} kein Widerspruch ableiten lässt, vorausgesetzt, dass ZFC widerspruchsfrei ist, denn bei einem solchen Widerspruchsbeweis könnten nur endlich viele Formeln benutzt werden, was offensichtlich zu keinem Widerspruch führen würde. Oder anders ausgedrückt: Aufgrund des Kompaktheitssatzes gibt es, falls es Modelle von ZFC gibt, auch Modelle, die nicht bezüglich der Elementrelation ∈ fundiert sind. Betrachtet man ein Modell der oben konstruierten Formelmenge, so kann es in diesem Modell keine Menge geben, die genau die {\displaystyle x_{n}} als Element enthält. Diese Menge würde nämlich dem Fundierungsaxiom widersprechen (sie besäße kein ∈-minimales Element).

## Mengenlehren ohne Fundierungsaxiom
Es gibt auch Mengenlehren ohne Fundierungsaxiom. Dazu gehört die ursprüngliche Zermelo-Mengenlehre, in der Zermelo ausdrücklich zirkelhafte (oder zirkuläre) Mengen (mit zyklischen Elementketten, etwa mit {\displaystyle x\in x}) einkalkulierte, oder die Ackermann-Mengenlehre. Bei beiden kann aber das Fundierungsaxiom hinzugefügt werden, ohne einen (vorher noch nicht vorhandenen) Widerspruch zu erzeugen. Zu nennen ist auch die Mengenlehre von Quine, der Individuen-Mengen {\displaystyle \,x} durch {\displaystyle \,\{x\}=x} definierte, so dass diese zirkelhaft sind und das Fundierungsaxiom definitiv nicht gilt. In solchen Mengenlehren ohne Fundierungsaxiom sind zirkelhafte Mengen möglich, was zeigt, dass diese nicht unbedingt einen Widerspruch erzeugen. Die Bildung gewisser zirkelhafter Mengen wie der Allmenge oder der Menge der Ordinalzahlen, die in der naiven Mengenlehre Widersprüche erzeugen, ist schon in der Zermelo-Mengenlehre ohne Fundierungsaxiom ausgeschlossen. Allgemein kann das Hinzufügen eines Axioms keine Widersprüche verhindern, die es ohne das Axiom gegeben hätte, da das Hinzufügen eines Axioms die Menge der beweisbaren Sätze nur vergrößern, nicht aber verkleinern kann.
Das Fundierungsaxiom impliziert zusammen mit einigen anderen ZF-Axiomen mit Mitteln intuitionistischer Logik {\displaystyle \phi \lor \lnot \phi } für jede Formel {\displaystyle \phi }: Seien nämlich {\displaystyle y,z} Mengen mit {\displaystyle y\in z} (zum Beispiel {\displaystyle \emptyset ,\{\emptyset \}}) und {\displaystyle T:=\{x\in \{y,z\}\mid \phi \lor x=z\}}, dann hat {\displaystyle T} ein Element, nämlich {\displaystyle z}, und damit nach dem Fundierungsaxiom auch ein Element {\displaystyle x\in T} mit {\displaystyle x\cap T=\emptyset }. Aus {\displaystyle x=z} folgt {\displaystyle \lnot \phi }, da unter der Annahme von {\displaystyle \phi } die Menge {\displaystyle y} in {\displaystyle T} wie auch in {\displaystyle x} liegt, was {\displaystyle x\cap T=\emptyset } widerspricht. Insgesamt folgt aus {\displaystyle x\in T} also {\displaystyle \phi \lor \lnot \phi }.
Aus diesem Grund wird in konstruktiven Varianten von ZF, wie etwa IZF und CZF, auf das Fundierungsaxiom in seiner üblichen Formulierung verzichtet und stattdessen etwa axiomatisch gefordert, dass Epsilon-Induktion erlaubt ist, wodurch zirkelhafte Mengen ebenfalls ausgeschlossen werden.

## Vorgeschichte
Die Idee, ∈-fundierte Mengen als normale Mengen zu betrachten, geht auf Dmitry Mirimanoff zurück, der 1916 die in der ursprünglichen Zermelo-Mengenlehre erlaubten zirkulären Mengen als extraordinär bezeichnete. Diese extraordinären Mengen wollte Abraham Fraenkel 1921 aus der Mengenlehre ausscheiden durch ein Beschränktheitsaxiom, „das dem Mengenbereich den geringsten mit den übrigen Axiomen verträglichen Umfang auferlegt“. Sein Beschränktheitsaxiom ist aber nicht in der Sprache der Mengenlehre formulierbar. Die erste korrekte Formel, die den Ausschluss extraordinärer Mengen erreichte, gab Neumann 1925 in seinem Beschränktheitsaxiom an, das aber komplizierter ist als das verbreitete Fundierungsaxiom von Zermelo.